# Dioptra

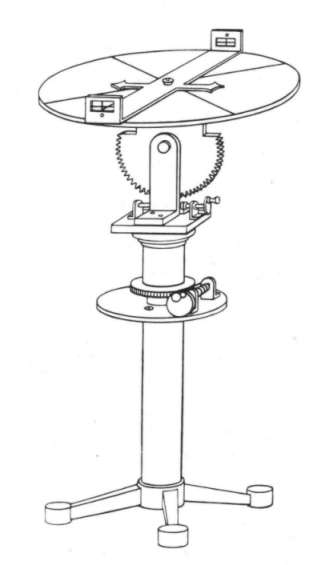
Reconstrucción gráfica de la dioptra, por Venturi, en 1814. (Una interpretación incorrecta de la descripción de Heron)

La dioptra (en griego: διόπτρα) es un instrumento astronómico y topográfico clásico, que data del siglo III a. C. La dioptra era un 'tubo' de observación o, alternativamente, una varilla con un visor en ambos extremos, unido a un soporte. Si la dioptra se encuentra equipada con limbos de lectura angular, puede ser usada para medir ángulos horizontales y verticales.

## Principio
- La primera dioptra era un sencillo instrumento de mira horizontal, formado por un triángulo isósceles cuya base sirve de mira. La punta que une los dos lados iguales se sitúa en la parte inferior y sirve como marca para la plomada. Cuando está alineado con la punta, la visión a través de los dos oculares es perfectamente horizontal.[2]
- El primer desarrollo, debido al ingeniero Herón de Alejandría, fue sustituir este triángulo por un medio disco graduado a modo de transportador. El sistema se clava en el suelo después de haber determinado el nivel mediante la plomada; luego, girando la regla permite elegir el ángulo deseado, siempre dependiendo de la plomada.[1]
- Un segundo desarrollo fue la incorporación en el plano horizontal de un segundo disco graduado en 360°, que permitió obtener dos orientaciones angulares precisas.

## Uso
Los astrónomos griegos utilizaban la dioptra para medir las posiciones de las estrellas. Tanto Euclides como Gémino nombran la dioptra en sus trabajos astronómicos. En la época de Ptolomeo, en el siglo II, era un instrumento astronómico considerado como obsoleto, habiendo sido sustituida por la esfera armilar.
Adaptada a la topografía, la dioptra es similar al teodolito, o el tránsito del topógrafo, que data del siglo XVI. Es una versión más exacta de la groma.
Se atribuye a Herón de Alejandría  un libro enteramente dedicado a la construcción y utilización de la dioptra para la topografía. Heron fue "uno de los ingenieros y matemáticos más ingeniosos de la historia".
La dioptra era lo suficientemente sofisticada, por ejemplo, como para construir un túnel a través de una montaña entre dos puntos opuestos. Se especula que pudo haber sido utilizada para construir el túnel de Eupalino. Llamado "uno de los mayores logros de la ingeniería de la antigüedad," se trata de un túnel de 1036 metros (4000 pies) de largo, excavado en la isla griega de Samos a través del monte Castro, en el siglo VI a. C., durante el gobierno del tirano Polícrates. Sin embargo, no hay evidencia de que el instrumento existiera en esa época, y los historiadores debaten  hipótesis de Herón sobre cómo se construyó el acueducto. 
También era usada para la construcción de acueductos, etc. La dioptra se utilizó ampliamente en proyectos de construcción de acueductos y calzadas romanas. Con varios tornillos de ajuste en diferentes partes del instrumento, era fácil calibrarlo para mediciones muy precisas. Fue sustituido como instrumento topográfico por el teodolito. Hoy día, este dispositivo también se utiliza como mira para armas.